# ناحیه سیکالاتوا
ناحیه سیکالاتوا از سال ۲۰۰۹ زیرمجموعه‌ای از اوستروبوتنیای شمالی و یکی از ناحیه‌ها در فنلاند است.

## شهرداری‌ها
| نشان ملی            | شهرداری             |
| ------------------- | ------------------- |
| Haapaveden vaakuna  | هاپاوسی (شهر)       |
| Pyhännän vaakuna    | پوهنته (شهرداری)    |
| Siikalatvan vaakuna | سیکالاتوا (شهرداری) |